# デビー・ピーターソン
デビー・ピーターソン（Debbi Peterson、1961年8月22日 - ）は、アメリカ合衆国出身の女性シンガーソングライター、ドラマー。ガールズバンド・バングルスのメンバー。

## 略歴
1981年、デビーはスザンナ・ホフス、アネット・ジリンスカス、姉のヴィッキーとガールズバンド・バングルスを結成。同年、シングル、『Getting Out of Hand』、1982年に、ミニアルバム『Bangles』を発表、「I'm in Line」にてリードボーカルをとっている。
1984年、ファースト・アルバム『気分はモノクローム(All Over the Place)』でメジャーデビュー、「飛び出せ!人生(Live)」、「ゴーイン・ダウン・トゥ・リバプール(Going Down To Liverpool)」、「瞳をみつめて(More Than Meets the Eye)」でリードボーカルをとった。
1986年に発表されたセカンド・アルバム『シルバースクリーンの妖精(Different Light)』では、「ホールウェイに立ちすくみ(Standing in the Hallway)」、「ノット・ライク・ユー(Not Like You)」にてリードボーカルをとっている。
1988年にバングルスのサード・アルバム『エブリシング(Everything)』では、「いつでもbe With You(Be With You)」、「Dreams(Some Dreams Come True)」にてリードボーカルをとっている。
ヒットを飛ばしていたバングルスだったが、1989年にバンド活動を停止した。
1999年に再結成し、2003年に『ドール・レヴォリューション(Doll Revolution)』を発表する。「アスク・ミー・ノー・クエスチョン(Ask Me No Questions)」、「ヒア・ライト・ナウ(Here Right Now)」、「ロスト・アット・シー(Lost at Sea)」にてデビーがリードボーカルをとった。
2011年にはバングルスとして、『スイートハート・オブ・ザ・サン(Sweetheart Of The Sun)』も出している。